# Bad Girl
Bad Girl ist ein US-amerikanisches Filmdrama aus dem Jahr 1931. Das Drehbuch basiert auf dem gleichnamigen Roman von Viña Delmar sowie dem daraus entstandenen Bühnenstück von Viña Delmar und Brian Marlowe.

## Handlung
Dorothy Haley arbeitet als Model auf dem Laufsteg. Mit Kolleginnen unterhält sie sich über die zahllosen unerwünschten Annäherungsversuche und Aufdringlichkeiten, die Frauen wie sie tagtäglich von Männern erfahren. Einer dieser Männer ist ihr Chef Mr. Cochran, der sie mit auf eine Reise nehmen will. Um solche vermeintlichen Verehrer abzuwehren, erzählt Dorothy immer von ihrem Mann, einem eifersüchtigen Preisboxer. An einem Tag in einem Freizeitpark wird Dorothy von ihrer Freundin Edna Driggs Eddy Collins vorgestellt. Edna hält Eddy für eine seltene Art von Mann, die nicht sofort mit jeder Frau flirtet. Dorothy versucht, Eddy mit einer Ukulele zu beeindrucken, doch Eddy verhält sich desinteressiert. Zudem ist Eddy von Dorothys Wohnverhältnissen abgestoßen.
Eddy erzählt einem Kollegen, dass er niemals heiraten werde. Lieber will er sein eigenes Geschäft eröffnen. Als Dorothy spät abends von einem Treffen mit Eddy heimkehrt, wird sie von ihrem Bruder Jim, der sich als ihr Beschützer fühlt, ermahnt. Eddy macht Dorothy, entgegen seinen Plänen, einen Heiratsantrag, den sie annimmt. Dafür wird sie von Jim aus der Wohnung geworfen. Dorothy sucht Eddy auf, doch zu ihrem Entsetzen muss sie erkennen, dass er aus der Pension ausgezogen ist. Auch seine Arbeit hat er verloren. Als Eddy Dorothy später trifft, erzählt er ihr, dass seine Frau ihre Arbeit zu kündigen hat, denn er sei der Versorger. Dorothy findet sich zuerst damit ab, doch schon bald möchte sie ihre Arbeit wieder aufnehmen. Eddy nimmt sie zu einer Fahrt mit und überrascht sie mit einem Appartement, das er gekauft hat. Dorothy ihrerseits überrascht Eddy mit der Mitteilung, sie sei schwanger.
Eddy will nur das Beste für seine Frau und das erwartete Baby. Er sucht den bekannten Arzt Dr. Burgess auf. Doch Eddy kann die hohen Gebühren, die der Arzt verlangt, nicht aufbringen. Er fordert seinen Kumpel Joe, einen Schausteller, auf, ihm einen Boxkampf auf dem Jahrmarkt zu geben. Doch Eddy ist ziemlich ausgelaugt. Nachts arbeitet er, nun soll er für zehn Dollar pro Runde boxen. Er bittet seinen Gegner Mike, ihn nicht k.o. zu schlagen, weil er das Geld für den Arzt braucht. Mike hat selber zwei Kinder und bekommt Mitleid mit Eddy. Mike geht selber zu Boden.
Da Eddy mit dem Geldverdienen beschäftigt ist, ist er nicht daheim, als Dorothy zum Arzt geht. Sie glaubt, er würde sich nicht um sie kümmern. Dorothy muss ins Krankenhaus. Als Eddy sie dort besucht, glaubt sie, dass er bei einer Schlägerei mitgemacht habe. Nachdem Dorothy einen Jungen zur Welt gebracht hat, verzichtet Dr. Burgess auf sein Honorar. Er schließt für den Jungen eine Versicherung ab und zahlt 50 Dollar ein. Als Dorothy einmal im Krankenhaus ihr Baby vermisst, wird sie hysterisch. Als sie ihren Jungen wieder in den Armen hält, wird ihr klar, dass Eddy sie und das Baby liebt. Beide schließen Frieden.

## Hintergrund
Die Uraufführung fand am 13. August 1931 statt.
James Dunn gab hier sein Filmdebüt.
Die Songs Red Head und Come On Baby and Beg For It wurden von James F. Hanley komponiert.
Das Bühnenstück feierte 2. Oktober 1930 im Hudson Theater in New Yoirk Premiere. Es wurde 65 Mal aufgeführt.

## Kritiken
Mordaunt Hall von der New York Times befand, Frank Borzage habe eine zarte und einwirkende Geschichte geschaffen. Der Film sei mit Wahrheit und Einfachheit gesegnet. In allen Szenen sei die nötige Spannung ersichtlich.
TV Guide hob den Realismus und die Feinfühligkeit in diesem zwingenden Drama hervor.

## Auszeichnungen
Der Film gewann 1932 zwei Oscars in den Kategorien Beste Regie (Frank Borzage) und Bestes Drehbuch (Edwin J. Burke). Zudem war er in der Kategorie Bester Film nominiert.